# MetroJet
MetroJet — упразднённая авиакомпания, действовавшая с 1998 по 2001 год. Принадлежала авиакомпании US Airways.

## История
MetroJet был запущен 1 июня 1998 года и выполнял рейсы со своей базы в международном аэропорту Балтимор-Вашингтон в Кливленд, Огайо, Провиденс, Род-Айленд, Форт-Лодердейл, Флорида, Манчестер, Нью-Гэмпшир.

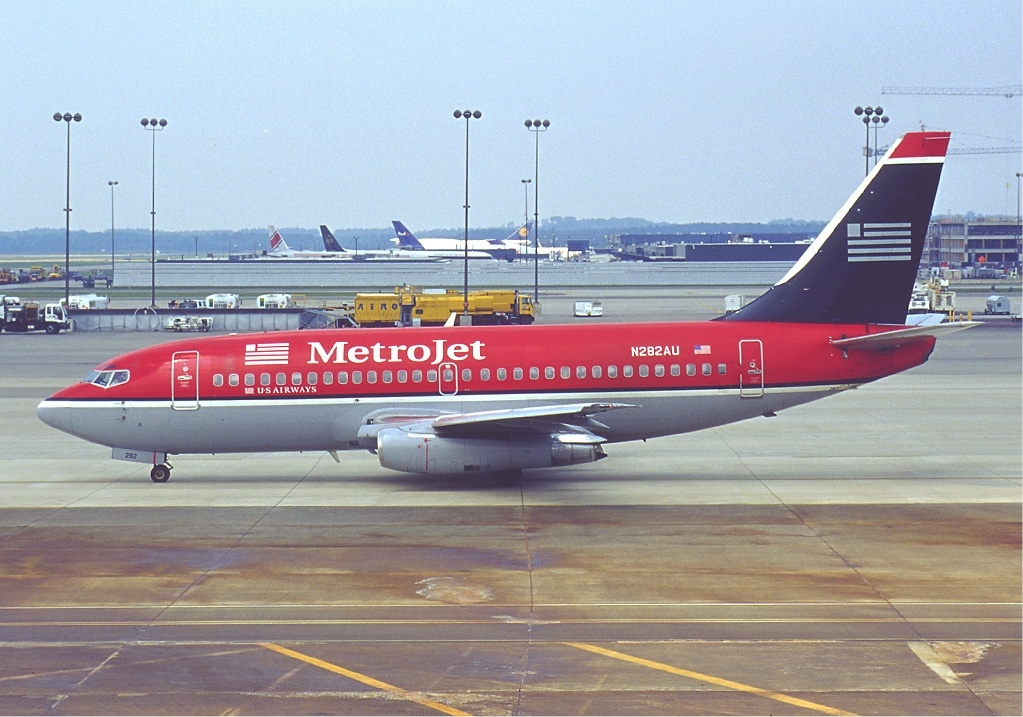
Самолет MetroJet Boeing 737-200 в аэропорту Вашингтона

Летом 1999 года качество обслуживания US Airways начало ухудшаться, отчасти из-за того, что MetroJet уделялось слишком много внимания. US Airways становилось все труднее управлять как MetroJet, так и своей собственной компанией, испытывающей трудности. Несмотря на то, что MetroJet была успешной, будущее казалось неопределенным для обеих компаний.

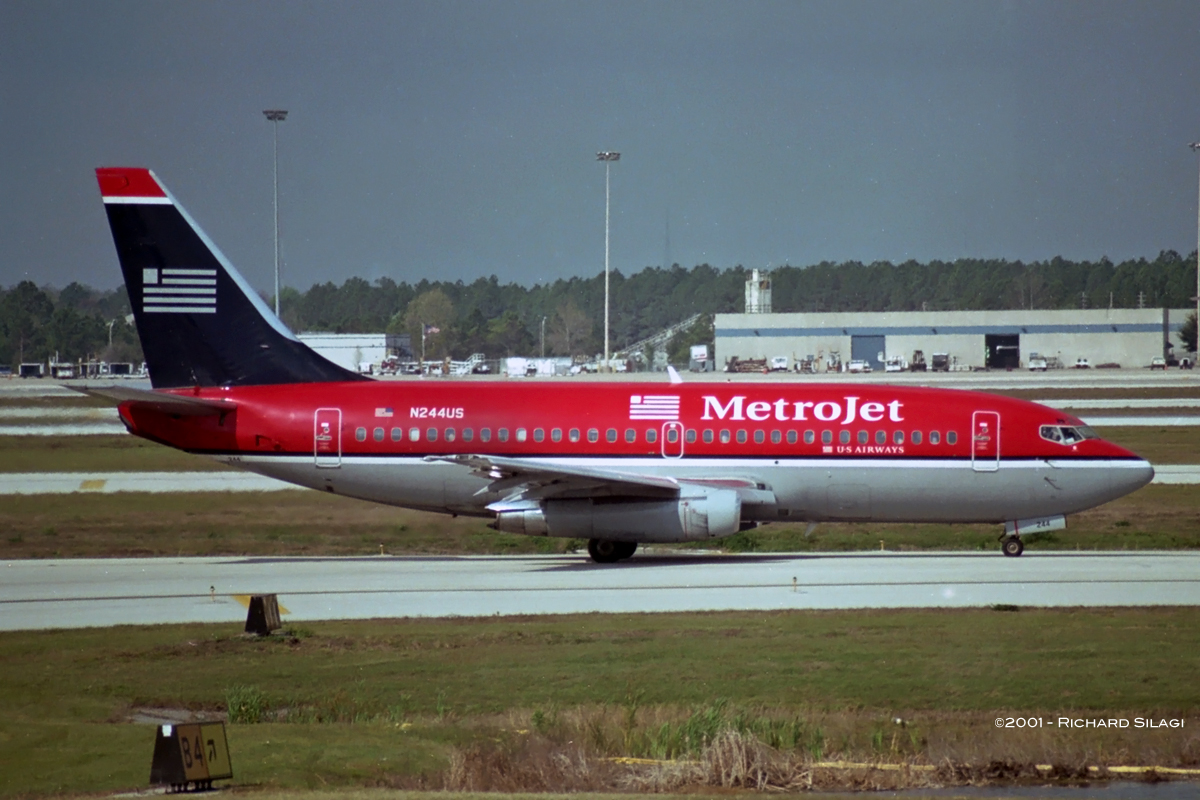
Самолёт в ливрее MetroJet, март 2001 года

Теракты 11 сентября 2001 года дали US Airways обоснования ссылаться на форс-мажор положения в своих трудовых договорах, чтобы закрыть операции MetroJet. С 24 сентября начинается поэтапное прекращение деятельности MetroJet как авиакомпании. В конце сентября количество его регулярных рейсов упало на 60 процентов к моменту вывода из эксплуатации последнего Boeing 737 в декабре.